# Biopsia del midollo osseo
La biopsia del midollo osseo è un'indagine diagnostica atta a individuare diverse malattie ematiche, attraverso il quale viene valutata la maturazione delle cellule del sangue, conteggiato il numero dei diversi tipi e valutata la presenza nel midollo di cellule estranee.
Con un grosso ago viene effettuato un prelievo di una piccola quantità di midollo emopoietico che è contenuto nella parte centrale (spugnosa) di molte ossa. Il midollo prelevato, viene colorato e sottoposto all'esame al microscopio.
Negli adulti  il prelievo viene fatto in genere dalla cresta iliaca (parte di un osso del bacino) , mentre nei bambini si possono utilizzare altre ossa. Si disinfetta la cute e la si anestetizza localmente assieme con la parte più esterna dell'osso prescelto. Sovente, con un bisturi, onde agevolare la penetrazione dell'ago ed evitare che venga perso il campione prelevato, si pratica una piccolissima incisione di pochi millimetri. L'ago si inserisce nella profondità dell'osso per un paio di centimetri, indi lo si estrae. In esso è rimasto un cilindretto di midollo, che è poi immerso in un liquido atto a conservarlo. Si effettua la sutura della piccola ferita con una medicazione.
Il prelievo dura pochissimo, alcuni minuti, non è molto doloroso, ma comunque fastidioso. 
In genere il paziente può continuare le sue normali abitudini. Proverà un leggero indolenzimento nell'area interessata dal prelievo.
Segue l'analisi nel laboratorio di anatomia patologica. Il referto giunge dopo alcuni giorni che servono per trattare e sottoporre i campioni prelevati a diversi studi.
Da esso si ha:
- la descrizione della cellularità midollare, cioè la proporzione fra cellule emopoietiche e lipidi,
- la descrizione della morfologia,
- il numero delle cellule emopoietiche di ognuna delle tre serie di cellule ematiche e dei loro precursori,
- la presenza di eventuali cellule estranee al midollo o anormali.

## Alternative
Uno studio dell'ospedale Sant'Orsola, pubblicato nel 2025 su Nature Communications, ha dimostrato che, nella leucemia mieloide acuta, le cellule leucrmiche comunicano tra loro e col midollo osseo mediante le vescicole extracellulari, alterando il metabolismo bioenergetico delle cellule. 
La biopsia liquida delle cellule (mediante prelievo non invasivo di sangue periferico) è candidata a diventare un sostituto della biopsia del midollo osseo per la diagnosi della malattia.